# Černýiet
Het mineraal černýiet is een koper-cadmium-zink-ijzer-tin-sulfide met de chemische formule Cu2(Cd,Zn,Fe)SnS.

## Eigenschappen
Het opake, grijze černýiet heeft een metaalglans, een zwarte streep en het bezit geen splijting. De gemiddelde dichtheid is 4,776 en de hardheid is 4. Het kristalstelsel is tetragonaal en het mineraal is niet radioactief.

## Naamgeving
Černýiet is genoemd naar de mineraloog Dr. Černý van de Universiteit van Manitoba in Winnipeg, Canada.

## Voorkomen
Het mineraal is een zeldzaam bestanddeel in de sulfidische zone van sommige pegmatieten.